# From Ground Zero
From Ground Zero (em árabe: قصص غير محكية من غزة من المسافة صفر) é um filme antológico de 2024 dirigido por 22 diretores palestinos diferentes. O filme é composto por 22 curtas-metragens, incluindo documentários, ficção, animação e filmes experimentais sobre a situação atual do povo de Gaza em meio à Guerra Israel-Hamas.
From Ground Zero estreou no 5º Festival Internacional de Cinema de Amã em 5 de julho de 2024 e teve sua estreia norte-americana no 49º Festival Internacional de Cinema de Toronto em 9 de setembro de 2024 como parte da seção TIFF Docs. Foi selecionado como o representante palestino ao Oscar 2025.

## Segmentos
- "Out Of Frame", Directed by Nidaa Abu Hasna
- "Hill Of Heaven", Directed by Kareem Satoum
- "Charm", Directed by Bashar Al-Balbeisi
- "Awakening", Directed by Mahdi Karirah
- "Jad and Natalie", Directed by Aws Al-Banna
- "No", Directed by Hana Awad
- "Everything is fine", Directed by Nidal Damo
- "Taxi Waneesa", Directed by E’temad Weshah
- "24 Hours", Directed by Alaa Damo
- "Selfies", Directed by Reema Mahmoud
- "No Signal", Directed by Muhammad Alshareef
- "Soft Skin", Directed by Khamees Masharawi
- "Flash Back", Directed by Islam Al Zrieai
- "Fragments", Directed by Basil Al-Maqousi
- "Offerings", Directed by Mustafa Al-Nabih
- "School Day", Directed by Ahmed Al-Danf
- "Farah and Meryam", Directed by Wissam Moussa
- "Overburden", Directed by Ala’a Ayob
- "The Teacher", Directed by Tamer Najm
- "Recycling", Directed by Rabab Khamees
- "Echo", Directed by Mustafa Kallab
- "Sorry Cinema", Directed by Ahmad Hassouna

## Idealização e produção
Após o início da guerra entre Israel e o Hamas, o diretor de cinema Rashid Masharawi fundou o Fundo Masharawi para Cinema e Cineastas em Gaza com o propósito de apoiar jovens cineastas palestinos a se expressarem e contarem suas histórias por meio do cinema. Masharawi apoiou a produção e a pós-produção dos 22 curtas-metragens que compõem From Ground Zero, filmados em diferentes partes da Faixa de Gaza no final de 2023.

## Lançamento
O filme estava programado para ter sua estreia mundial no 77º Festival de Cinema de Cannes, mas foi retirado porque os organizadores queriam manter a política fora do festival. Em resposta, Masharawi realizou uma projeção do lado de fora do local como um sinal de protesto. Teve sua estreia mundial em 5 de julho de 2024, no 5º Festival Internacional de Cinema de Amã, depois foi exibido em meados de julho de 2024 no 70º Festival de Cinema de Taormina, em 9 de setembro de 2024, no 49º Festival Internacional de Cinema de Toronto e em 28 de setembro de 2024, no 17º Festival de Cinema Palestino de Toronto.